# Serena Bangerter-Buser
Serena Bangerter-Buser, née le 14 décembre 1871 à Sissach et morte le 16 mars 1957 à Bienne, est une médecin suisse. Elle est la quatrième femme à étudier la médecine à l'Université de Bâle (1897).
Pendant la Première Guerre mondiale, elle dirige seule le cabinet médical de son mari et en 1918, elle prend la tête d'un hôpital de fortune à Bienne pour lutter contre la grippe espagnole.
Elle cofonde également la Bangerter-Buser-Stiftung, une fondation destinée à la promotion du traitement médical et à l'assistance des personnes malvoyantes et aveugles.

## Biographie

### Enfance
Serena Buser, qui deviendra plus tard Serena Bangerter-Buser, voit le jour le 14 décembre 1871 à Bienne. Elle est la fille de Walpurga Buser, née Reiser, originaire de Dürmentingen (Wurtemberg), et de Jakob Buser, directeur de banque et conseiller national et aux États. Elle passe son enfance à Sissach. 
Âgée de 12 ans à la séparation de ses parents, Serena Buser émigre à New York avec sa mère et sa sœur en 1881,.  
Sa mère subvient aux besoins de la famille en travaillant à domicile, et elle l'aide après l'école. Lorsque celle-ci tombe malade, elle prend en charge le foyer tout en suivant une école du soir. 

### Études

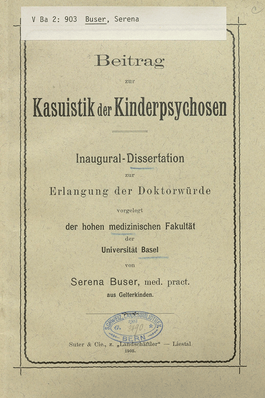
Page de titre de la thèse de Serena Buser (1903)

Après le décès de sa mère en 1884, elle retourne avec sa sœur chez leur père à Sissach. Là, Serena Bangerter-Buser continue sa formation scolaire, passe la maturité fédérale en 1889, et obtient ensuite le brevet de maîtresse secondaire,.
De 1897 à 1901, Serena Bangerter-Buser est la quatrième femme à entamer des études de médecine à l'Université de Bâle, où les femmes sont admises « à titre expérimental » depuis 1890. Sa présence dans une salle de cours est tellement inhabituelle qu'un professeur interrompt sa leçon pour lui demander de sortir.
En 1902, elle obtient son doctorat avec une thèse sur la casuistique des psychoses infantiles,.

### Parcours professionnel
Une fois sa thèse terminée, elle devient la première médecin-assistante interne de la clinique psychiatrique cantonale de Friedmatt (aujourd'hui Cliniques psychiatriques universitaires de Bâle),. 
Étant donné que les gynécologues de la maternité de Bâle refusent de former des femmes, elle se transfère à la clinique de Dresde.
En plus d'être assistante des professeurs bernois Dumont et Duvel, Serena Buser tient brièvement son propre cabinet à Berne. Elle travaille également à l'hôpital cantonal de Liestal, où elle rencontre son futur mari, le médecin-chef Arnold Bangerter,.

#### Gestion du cabinet médicale de son mari
Lorsque son mari Arnold Bangerter doit effectuer son service militaire, Serena Bangerter-Buser dirige seule son cabinet pendant la Première Guerre mondiale,. 
Lors de la grippe espagnole atteint Bienne en 1918, elle est chargée de mettre en place et de diriger un hôpital de fortune. Une fois ces missions accomplies, elle remet ses activités à son mari,. 

#### Cofondatrice de la fondation Bangert-Buser-Stiftung
En parallèle, Serena Bangerter-Buser continue d'être active dans le domaine caritatif tout au long de sa vie- Avec son époux, elle fonde la Bangerter-Buser-Stiftung pour l'Université de Berne, une fondation destinée à la promotion du traitement médical et à l'assistance des personnes malvoyantes et aveugles,.

### Vie privée
En 1905, Serena Bangerter-Buser épouse le chirurgien et gynécologue biennois Arnold Bangerter et s'installe à Bienne (BE), où celui-ci dirige un cabinet médical et une clinique privée,.
Après son mariage, elle cesse de pratiquer la médecine pour se consacrer à l'éducation de ses deux fils, qui deviennent également médecins,.
Elle est également active pour la communauté paroissiale de Bienne et l'une des premières femmes à faire du vélo à Bâle.

### Mort
Elle meurt le 16 mars 1957 chez elle, rue de l'Hôpital à Bienne,.

## Publications
- (all) Beitrag zur Kasuistik der Kinderpsychosen, 1903

### Archives
- KB Vadiana St. Gallen.
- Archives d'État de Bâle-Ville.